# Мицо Асен
Мицо Асен (буг. Мицо Асен; умро после 1257) је био бугарски цар од 1256. до 1257. године.

## Име
На његовим новчићима његово име је написано као „Михѣ“, а према најновијим студијама нумизматике Константина Дочева име је „Мих“, вероватно скраћено од Милчан. Према Ивану Јорданову, име је касније добило вокативну форму Мичо, која се у грчким изворима преносила као Μιτσης, тј. Мицо. Ова варијанта имена је преовладала у бугарској историографији.

## Биографија
Мицо је дошао на бугарски престо путем брака са Маријом, ћерком цара Јована Асена II и царице Ирене Комнине Епирске. Датум његовог рођења и смрти су непознати, а и његово порекло је непознато. Није нам познато ни његово право име (Мицо је умањеница од "Михаило"), нити је његова биографија описана у византијским изворима. Идентификован је са Михаилом од Босне, сином руског кнеза и мађарског бана Ростислава Михаиловића. Претпоставља се да је, као и његов наследник Константин Тих, узео презиме Асен када се уздигао на бугарски престо.
Мичо (Мицо) Асен је био зет цара Јована Асена II (ожењен његовом ћерком Маријом Асен), што му је дало право да учествује у намесништву које је 1241. године, формирано за малолетног цара Коломан I Асен (1241 – 1246). ). Цар Коломан I је отрован и наследио га је такође малолетни цар Михаило II Асен (1241 – 1256), син цара Јована Асена II из брака са Ирином Анђел Комнин.
Године 1256. у лову је убијен и цар Михаило II Асен. Престо је накратко заузео његов рођак Коломан II. Нови цар се суочава са моћним непријатељем – баном Ростиславом Михаиловичем, оцем царице Ане удовице цара Михаила II. Напао је Бугарску, али је његове трупе поразио Коломан II Асен и он је био принуђен да се врати на своје поседе. Убрзо је у свађи убијен и цар Коломан II, а неколико водећих личности тог времена - бан Ростислав Михајлович, Константин Асен и Мицо - претендовало је на трновски престо. Према Нићифору Григори, овај последњи је, као зет цара Јована Асена II, имао водеће место у намесништву оба његова сина.
Мицо постаје бугарски цар након убиства цара Михаила II Асена, брата Марије, Мицове супруге, 1256. године. Иако је на његову страну прешла бугарска престоница Трново, суочио се са незадовољством великог дела бугарског племства. Након неуспешног рата против цара Теодора II Ласкариса, никејског цара, Мицо губи контролу над периферним деловима свог царства.
Незадовољни великаши су се побунили против власти цар Мице Асена и за цара извикали Константина Тиха. Претендент на трон Константин Тих види прилику да привуче сеоско становништво на своју страну. Искористивши повећано пореско оптерећење обичних људи, озбиљно је поткопао темеље власти цара Мица обећањима да ће побољшати њихово материјално стање. Цар Мицо и његова породица побегли су из бугарске престонице 1257. године, и покушали су да пруже отпор у Преславу, након чега су уточиште пронашли у Месемврији (данас Несебар), где је наставио да користи титулу „цара“ и царске инсигније. Наставља да кује сопствени новац са натписом „Миче цар“, а на реверсу приказан је Свети Николај Мирликијски Чудотворац. Међутим, велики део источне Бугарске је и даље под влашћу цара Мица Асена. До 1263. године ратовао је против Константина Тиха Асена. У почетку је борба против новог цара била успешна. Константин Асен је морао да потражи помоћ од римског гарнизона у тврђави Станимака. Постепено је, међутим, цар Мицо изгубио своју превласт, а након што је против њега склопљен уговор између Никеје и Бугарске 1260. године, постепено је гурнут у своју последњу тврђаву, Месемврију.  У замену за азил и земљу, цар Мицо је Месемврију и њену околину предао цару Михаилу VIII Палеологу и потражио уточиште у Никеји. Добио је земљу у Троади, где је остао са својом породицом. Година смрти Мице Асена је непозната, али вероватно више није био жив 1277/8. године, када је његов син Јован Асен III био један од кандидата цара Михаила VIII Палеолога за бугарски престо.

## Ковање новца
На новцу који је ковао цар Мицо Асен приказан је како у десној руци држи трокраки скиптар, а у левој велики крст, а на глави има круну, а на реверсу је до појаса лик Св. Николаја Чудотворца са натписом на грчком О АГИОС НИКОЛАОС.
Цар Мицо Асен је ковао само једну врсту бакарног новца, који је копирао биљонске стамене цара Михаила VIII Палеолога исковане после 1261. године.

## Породица
Из брака са Маријом, Мицо је имао двоје деце:
- Јована Асена III, бугарског цара (1279—1280)
- Киру Марију, која се удала за цара Ђорђа I Тертера.